# Cydrela stillata
Cydrela stillata là một loài nhện trong họ Zodariidae.
Loài này thuộc chi Cydrela. Cydrela stillata được Eugène Simon miêu tả năm 1905.